# Shkozë
Shkozë – wieś położona w północnej części Albanii w gminie Gjegjan. Wieś znajduje się 76 kilometrów od stolicy państwa, Tirany.

## Demografia
Według spisu ludności z 1989 roku we wsi Shkozë mieszkało 841 mieszkańców.